# HD35605
HD35605 — хімічно пекулярна зоря спектрального класу A1, що має видиму зоряну величину в смузі V приблизно  8,8.
Вона  розташована на відстані близько 589,8 світлових років від Сонця.